# لیندا دنگسیل
لیندا دنگسیل (انگلیسی: Linda Dangcil؛ ۱۹ ژوئن ۱۹۴۱ – ۷ مه ۲۰۰۹) بازیگر و هنرمند رقص اهل ایالات متحده آمریکا بود.

## گزیده فیلمشناسی
از فیلم‌ها یا برنامه‌های تلویزیونی که وی در آن نقش داشته است می‌توان به مجموعه تلویزیونی راهبه پرنده اشاره کرد.